# Cerite-(Ce)
La cerite-(Ce) è un minerale.

## Etimologia
Il nome è in riferimento alla composizione chimica: è un minerale con prevalenza di cerio.